# Park Narodowy Emas

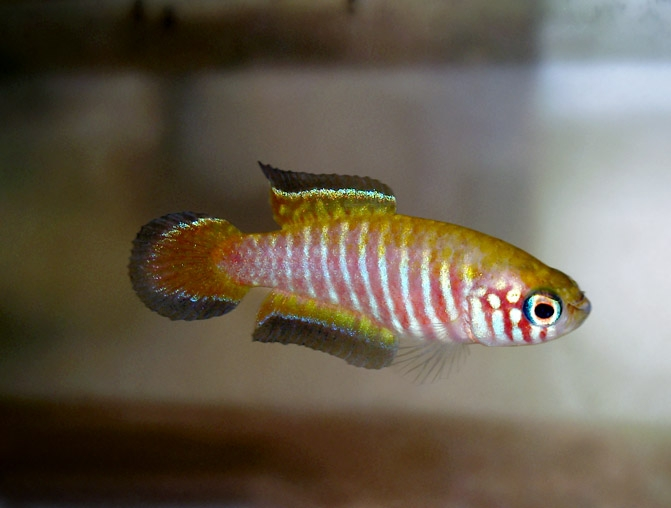
Simpsonichthys parallelus

Park Narodowy Emas – park narodowy położony w brazylijskich stanach Goiás i Mato Grosso do Sul, w ekoregionie cerrado. Wpisany na listę światowego dziedzictwa UNESCO w 2001. Uznawany przez BirdLife International za ostoję ptaków IBA od 2008.

## Warunki naturalne
Park Narodowy Emas położony jest w ekoregionie cerrado, podobnie jak wpisany wraz z nim na listę UNESCO Park Narodowy Chapada dos Veadeiros. Obejmuje część płaskowyżu Serra dos Caiapós, stanowiącego główny dział wód między La Plata a dorzeczem Amazonki. Główne cieki w parku to dopływy rzeki Parnaíba. 97% powierzchni parku to obszary trawiaste. Pora deszczowa występuje od września do maja (wg innego źródła od października do marca), opady wynoszą wówczas 1500–1600 mm. Podczas poru suchej (czerwiec–sierpień; wg innego źródła kwiecień–wrzesień) temperatura w ciągu dnia sięga +40 °C, nocą może spaść do -1 °C. Od roku 1975 do 1999 w parku co około 3 lata występowały pożary. Przyczyniają się do tego mrozy, przez które roślinność obumiera i stwarza łatwopalny materiał roślinny. Najpospolitszym gatunkiem trawy w parku jest Tristachya leiostachya. Przy rzekach występują lasy galeriowe, w których dominuje Mauritia flexuosa; inne gatunki lasów galeriowych to Geonoma brevispatha, Protium heptephyllum, Vochysia piramidalis i Xylopia emarginata. Z pozostałych roślin wymienić można Hirtella glandulosa (złotośliwowate), Dipteryx alata (bobowate), Callisthene fasciculata (Vochysiaceae) czy gatunek gujawy – Psidium myrtoides.

## Fauna
Do ichtiofauny parku zaliczają się m.in. Simpsonichthys parallelus (strumieniakowate). Podczas jednego z badań, którego wyniki opublikowano w 2004, pozyskano 4740 okazów ryb; oznaczono wśród nich 22 gatunki, ale jedynie 15 udało się przypisać do rodzajów. Najliczniej reprezentowanym rzędem były kąsaczokształtne, gdzie zidentyfikowano 5 rodzin, m.in. Crenuchidae (3 gat. Characidium), diamentnikowate (1 gat. z rodzaju Cyphocharax). Drugim najliczniej reprezentowanym rzędem były karpieńcokształtne, trzecim – sumokształtne. W parku występują węże z gatunków Liophis paucidens i L. maryellenae (połozowate) oraz jaszczurki Bachia cacerensis (okularkowate).
W Parku Narodowym Emas występuje 85 gatunków ssaków. Są to m.in. pancernik olbrzymi (Priodontes maximus), mrówkojad wielki (Myrmecophaga tridactyla), jeleń pampasowy (Ozotoceros bezoarticus), wilk grzywiasty (Chrysocyon brachyurus), jaguar (Panthera onca), opos Monodelphis kunsi, szczur Kunsia tomentosus, tapir anta (Tapirus terrestris). Pożary nie pozostają bez wpływu na makrofaunę parku; w ich efekcie odnotowywano martwe mrówkojady wielkie, jaguarundi (Herpailurus yagouaroundi), pekari białobrode (Tayassu pecari), surillo pasiaste (Conepatus semistriatus), a po jednym z pożarów (w lub przed 1985) na drzewie zastano żywą pumę (Puma concolor) z oparzeniami.
W 2008 BirdLife International uznało park za ostoję ptaków IBA. Wymienia 25 gatunków, które zaważyły na tej decyzji. Wśród nich jest jeden krytycznie zagrożony wyginięciem, żałobnik stożkodzioby (Conothraupis mesoleuca), oraz trzy zagrożone – urubitinga czubata (Buteogallus coronatus), lelkowiec białoskrzydły (Eleothreptus candicans) oraz ziarnojadek biagienny (Sporophila palustris). Narażone gatunki to kusacz mały (Nothura minor), modroara hiacyntowa (Anodorhynchus hyacinthinus), trawniczek (Culicivora caudacuta), figlarz szczotkosterny (Alectrurus tricolor), dróżniczek kusy (Geositta poeciloptera), ziarnojadek wielkodzioby (Oryzoborus maximiliani) i chórzyk (Coryphaspiza melanotis). Bliskie zagrożenia są trzy gatunki – nandu szare (Rhea americana), żółtogłówka (Alipiopsitta xanthops) oraz dzierzbotanagra (Neothraupis fasciata). Pozostałe gatunki uznano za gatunki najmniejszej troski, jak np. obrożniki rdzawokarkowe (Melanopareia torquata), koronówki białogardłe (Myiothlypis leucophrys) i hełmogłowiki czarne (Antilophia galeata).